# Діаграма станів (хімія)
Діагра́ма ста́нів (рос. диаграмма состояний, англ. state diagram) — діаграма, на якій молекулярні електронні стани (представлені розташованими одна над одною горизонтальними лініями, для того щоб показати відносні енергії) згруповані за мультиплетністю в горизонтально зміщені колонки. Процеси збудження та релаксації, що взаємно перетворюють стани, представляються на діаграмі стрілками. Випромінювальні переходи представляються прямими стрілками, а безвипромінювальні — хвилястими.